# カオカームー
カオカームー（タイ語: ข้าวขาหมู、発音 [kʰâːw kʰǎː mǔː]  ; 中国語: 猪脚饭、ピンイン:zhūjiǎofàn）、ないしはカームー（ขาหมู）はタイ料理の一つ。中華料理の影響を受けて成立した料理。

## 概要
カオカームーは煮込んだ豚足を用いた米料理で、豚足を薄切りにしてご飯に載せ、辛味をつけたコーンエッグやレタスピクルス、鳥の目唐辛子、ニンニクなどを添える。カオカームーはしばしば透明なスープとともに食される。付属のタレは、多くの場合唐辛子、ニンニク、塩、ライムエード、酢を合わせたものである。 
カオカームーは露店やデパートのフードコートと言った庶民的な食堂のみならず、外国人やセレブが多く通う高級レストランや、更にはオンラインで取り寄せもできるほど広く普及している。 
首都バンコクでは多くのカオカームー専門店が展開しており、多くの市民に支持されている 。バーンラック区にあるレストランには、2018年と2019年に2年連続でミシュランガイドでビブグルマン賞を受賞した 。